# カルメ (衛星)
カルメ(Jupiter XI Carme)は、木星の第11衛星。木星を逆行軌道で公転する不規則衛星の一つであり、カルメ群に属する。

## 発見
カルメは、カリフォルニア州のウィルソン山天文台でセス・B・ニコルソンが既に知られている木星の衛星を観測している最中に発見された。初めて検出されたのは1938年7月30日であり、その後8月25日にも検出されている。カルメの発見はリシテアの発見とあわせて報告された。

## 名称
カルメの名称は、ギリシア神話のゼウスの妻の1人で、クレタの女神ブリトマルティスの母であるカルメに因んで命名された。
発見以降しばらくの間は命名されておらず、正式に命名されたのは1975年10月7日で、それ以前は Jupiter XI として知られていた。発見者のニコルソンは発見報告の中で "J XI" と表記している。ギリシア神話の牧神パンにちなんでパンという名称で呼ばれることもあったが、これは最終的に採用されなかった。パンという名称は、1955年にブライアン・マースデンが提案したものである。なお、パンは現在土星の衛星の名称として使用されている。この他にも、複数の名称案が提案されていた。

## 軌道と起源
カルメは木星からおよそ2340万kmの距離を公転しており、約734日かけて軌道を一周する。
カルメの周囲には似た軌道の特徴を持つ衛星が複数あり、これらのグループはこの中で最も大きいカルメから名前を取ってカルメ群と呼ばれている。カルメ群の衛星は木星から2300万km前後の距離を逆行軌道で公転し、軌道傾斜角は 165° 前後である。
カルメ群の衛星は類似した軌道および物理的特徴を示すため、これらは同じ起源を持つと考えられている。木星の重力に捕獲された小惑星が破壊され、その際に発生した破片がカルメ群の衛星になり、母天体の最も大きな残骸がカルメになったと考えられる

## 物理的特徴
カルメの見かけの等級は17.9であり、アルベドを0.04と仮定した場合、カルメの直径はおよそ 46 km と推定される。また、密度を 2.6 g/cm3 と仮定した場合、質量はおよそ 1.3 ×1017 kg と推定される。
2002年に北欧光学望遠鏡を用いてカルメの観測が行われ、色指数が B-V=0.76、V-R=0.47、V-I=0.97 と測定された。この観測から、カルメの表面は淡い赤色を示し、D型小惑星と類似した特徴を持つことが分かった。このことから、カルメ群を形成した母天体はヒルダ群かトロヤ群に起源を持つ小惑星であることが示唆されている。カルメの表面の特徴については、2003年のジェミニ北望遠鏡を用いた観測でも同様の結果が得られている。